# 제4군단 (조선민주주의인민공화국)
제4군단, 위장명 제212대연합부대는 황해남도 해주시 옥계동에 본부를 두고 있는 조선인민군 육군의 1제대 전연 군단 중 하나이다.

## 역사
한국 전쟁 도중, 4, 5, 10 사단과 제105기갑사단, 제26여단을 이끌고 1950년 10월 말과 이듬해 1951년 9월에 평양과 남포 지역을 수비하였다.
2010년 11월 23일, 군단장 김경식 중장의 지시에 따라 제33사단 예하 26포연대와 해안포부대는 해병 연평부대가 주둔하고 있는 연평도에 포를 쏴서 해병대원 2명을 사살하였다.
서북도서방위사령부에 대응하기 위해 2012년 9월 9일에 설립된 서남전선사령부에 NLL 관련 임무와 일부 부대가 옮겨갔다. 비슷한 시기에 항공과 포병 전력이 조정되었다.
2013년 4월 29일, 대한민국 국방부는 정례 브리핑에서 제5군단장으로 옮겨간 변인섭 상장의 뒤를 이어 리성국 상장이 제4군단장에 취임한 것을 추적해냈다고 발표하였다

## 전투 서열
- 제26사단
- 제28사단
- 제33사단
- 제125사단
- 제77평사포여단
- 제88방사포여단
- 제18박격포연대
- 제31박격포연대

## 같이 보기
- 제1군단 (조선민주주의인민공화국)
- 제2군단 (조선민주주의인민공화국)
- 제3군단 (조선민주주의인민공화국)
- 제5군단 (조선민주주의인민공화국)
- 제12군단 (조선민주주의인민공화국)

## 참고
1. ↑  조민정 (2010년 12월 13일). “연평도포격 北 4군단, 1백 여 전술 갖춘 공격형 부대”. 연합뉴스. 2014년 2월 2일에 원본 문서에서 보존된 문서. 2014년 1월 18일에 확인함.
2. ↑  정재연 (2012년 9월 9일). “북, 남측의 서해상 군사훈련 엄중경고 ... 조선인민군 서남전선사령부 공개보도”. 민족일보. 2015년 2월 17일에 원본 문서에서 보존된 문서. 2014년 9월 11일에 확인함.
3. ↑  이강 (2012년 9월 23일). “"북한, 남측 서방사 대응 서남전선사령부 창설"”. SBS뉴스. 2014년 9월 11일에 확인함.
4. ↑  “北, 연평도 포격 4군단장 리성국으로 교체”. 2013년 4월 29일. 2014년 2월 2일에 확인함.

- “V Corps” (영어). 글로벌시큐리티. 2014년 9월 27일에 확인함.
- 〔북민전 브리핑〕 장세율 참모장: 北4군단 무력배치와 작전전술 - 유튜브